# Antichrese
Antichrese (griech.-lat.: Gegengebrauch) beschreibt im Pfandrecht die Überlassung der Pfandnutzung an den Gläubiger, d. h., es ist die Kombination von Nutzungs- und Verwertungsrecht. Antichrese wird auch Nutzungspfand genannt.

## Rechtslage in Deutschland
Das Nutzungspfand für bewegliche Sachen ist im BGB geregelt.
Das Nutzungspfand kann vertraglich vereinbart werden, siehe § 1213 Abs. 1 BGB:

Das Pfandrecht kann in der Weise bestellt werden, dass der Pfandgläubiger berechtigt ist, die Nutzungen des Pfandes zu ziehen.
Und das Nutzungspfand kann Kraft Gesetz entstehen, siehe § 1213 Abs. 2 BGB:

Ist eine von Natur fruchttragende Sache dem Pfandgläubiger zum Alleinbesitz übergeben, so ist im Zweifel anzunehmen, dass der Pfandgläubiger zum Fruchtbezug berechtigt sein soll.
Wichtig ist zu beachten, dass im deutschen Recht ein Nutzungspfandrecht nur an Fahrnis möglich ist.

## Rechtslage in Österreich
Im österreichischen Recht ist die Antichrese ausdrücklich in § 1372 ABGB untersagt; eine Nebenvereinbarung zum Pfandbestellungsvertrag über die Fruchtnießung durch den Pfandgläubiger ist sohin nicht möglich.